# Venusianer
Venusianer (englisch Venusian) ist eine Bezeichnung für fiktive Bewohner des Planeten Venus (siehe dazu auch Leben auf der Venus). Sie ist das Äquivalent zu den Marsianern, den hypothetischen Bewohnern des Mars.

## Spekulationen zu Venus, Mars und Mond
In den vergangenen Jahrhunderten haben verschiedene Astronomen darüber spekuliert, ob die Venus bewohnt sein könnte, und teilweise sogar das Wort „Venusmensch“ verwendet. Genährt wurden diese Überlegungen vor allem

- von der erdähnlichen Größe des Planeten (nur 5 % kleiner, während Mars, Merkur und Mond 50–70 % kleiner sind)
- von der ähnlichen Dichte (5,2 gegenüber 5,5 der Erde)
- von der dichten Atmosphäre und ihren Wolken, die den Planeten verhüllen und als Wasserwolken gedeutet wurden
- und gleichzeitig die Temperatur dämpfen könnten.

Seit dem 18. Jahrhundert beobachtete man Veränderungen an den sichtbaren Oberflächen von Mars und Mond (siehe u. a. Hieronymus Schröter), was Analogien zur Venus nahelegte. Als gegen Ende des 19. Jahrhunderts der Mars ins Zentrum des Interesses rückte und wegen der irrigen Deutung der Marskanäle als „sterbender Planet“ galt, stilisierten manche die Venus zu einer „jüngeren Erde“.
Verschiedene Medien griffen diese Gedanken gerne auf und ließen – auch durch Erfolge der Technik beflügelt – eine Science-Fiction-Literatur zum Thema außerirdisches Leben entstehen. Die Gedankenspiele über den Abend- und Morgenstern reichten noch in den 1950er und 1960er Jahren bis zu einer möglichen Urwald-Vegetation und der Frage, ob es dort Dinosaurier geben könnte.

## Ältere Literatur über Venusianer
Bereits kurz nach Kepler, der den Venustransit von 1631 voraussagte, erschienen einzelne Werke, in denen die Venus als bewohnt geschildert wurde.
Bernard le Bovier de Fontenelle veröffentlichte 1681 sein Buch „Über die Weltenbewohner“, in dem er die Bewohner des Merkur als Hitzköpfe darstellt, wogegen sich jene der Venus von Luft und Liebe nähren.
Beim Venusdurchgang von 1761 schloss der Magdeburger Lehrer Georg Christoph Silberschlag aus einer diffus-hellen Aura um den Planeten, dass seine Atmosphäre noch dichter als vermutet sein müsse. Seine These veröffentlichte er am 13. Juni 1761 in der Magdeburgischen Privilegierten Zeitung und legte in diesem Artikel zugleich den Grundstein für Spekulationen über Venusianer, die in paradiesischer Landschaft leben sollten. Diese Mär hielt sich bis in die Mitte des 20. Jahrhunderts.

## Fiktive Venus-Bewohner in der neueren Literatur
Der Begriff Venusian kam in den englischsprachigen Medien und der Science-Fiction-Literatur ab etwa 1950 in Gebrauch, wird aber seit etwa 1965 seltener verwendet. Fiktive Venusianer waren unter anderem:
- die kriegerischen Venusbewohner im Amtor-Zyklus von Edgar Rice Burroughs
- Mekon, Erzfeind des Comic-Helden Dan Dare der 1950er
- die Bewohner eines zweiten Garten Eden in der Novelle Perelandra von C. S. Lewis
- Die War Veteranen in einer Kurzgeschichte von Philip K. Dick 1955. Neben Kämpfen auf Mars- und Venus-Kolonien kommen auch roboterähnliche Wesen vor.
- Between Planets von Robert Heinlein handelt von diversen Extraterrestrischen und der Gefangennahme des jungen Don Harvey, der auf dem Weg zu seinen Eltern am Mars zur Venus entführt wird. Ein Drache namens Isaac Newton befreit ihn schließlich.
- In Last and First Men von Olaf Stapledon ist Venus von sauerstoffarmen Ozeanen bedeckt, deren von Radioaktivität lebenden fischartigen Bewohner im Laufe des Terraformings vom Menschen ausgerottet werden; die späteren menschlichen Siedler entwickeln sich zu flugfähigen Wesen.
- Der Science-Fiction-Klassiker Clash by Night von Lawrence O’Donnell (Henry Kuttner) berichtet von Städten unter dem Meer und Kämpfen an der Oberfläche.
- In 20 Million Miles to Earth findet ein Taucher ein Ei, das von der Venus zur Erde kam und aus dem ein zweibeiniges Reptil schlüpft.
- In den 1950ern und 1960ern entstanden auch zahlreiche Science-Fiction-Filme und -Serien, z. B. Abbott and Costello Go to Mars oder Space Patrol, in denen Venusfrauen die (männlichen) Astronauten entweder bekämpfen oder äußerst willkommen heißen.
- In der britischen Science-Fiction-Serie Doctor Who wird eine Venuszivilisation angenommen. So beherrscht der dritte Doktor venusisches Aikido oder Karate, singt venusische Schlaflieder und besitzt eine venusische Pilotenlizenz. Auf der Venus selbst wird von Seen aus Metall und Blumen berichtet.[1]
- Etwas solider geht es in Ben Bovas Novelle Venus (2000) und In the walls of Eryx zu.
- In der Anime-Serie Cowboy Bebop wurde die Venus durch Terraforming bewohnbar gemacht. Die meisten Venusianer leben in schwebenden Städten.
- Im fiktiven Star-Trek-Universum ist Venus Schauplatz einiger Aktionen der Starfleet Academy.
- Der Verschwörungstheoretiker und Esoteriker Jan Udo Holey behauptet, dass die Venus ebenso wie Mars und Erde hohl wäre und auf ihrer Innenseite von Ariern bevölkert sei.

## Heutige Sichtweise
Inzwischen sind mehrere russische Sonden auf der Venus gelandet und haben sie als schwefelige Wüste enttarnt – mit Temperaturen um 470 Grad und einer Kohlendioxid-Hülle, 92-mal dichter als die Erdatmosphäre. Nach einer Stunde fielen die Sonden aus. Seit den Flügen dieser Raumsonden zur wolkenverhangenen Venus und insbesondere seit einigen erfolgreichen Landungen kann man Leben auf dem giftig-heißen Planeten weitgehend ausschließen. Dementsprechend ist die SF-Literatur darüber fast versiegt, während aber z. B. über den Mars bis heute neue Filme entstehen.
Diese „Entzauberung“ der Liebesgöttin hat sich aber nicht im Sprachgebrauch ausgewirkt, sondern nur in der Raumfahrt. Die Helligkeit des Abend- und Morgensterns und die seltenen Venustransite (der nächste ist am 11. Dezember 2117) behalten ihren speziellen Reiz. Einige Wissenschaftler halten es für möglich, dass in der oberen Venusatmosphäre mikroskopisches Leben existieren könnte.